# Pellenes marionis
Pellenes marionis es una especie de araña saltarina del género Pellenes, familia Salticidae. Fue descrita científicamente por Schmidt, Krause en 1994.
Habita en islas de Cabo Verde.